# Мелфа (Вірджинія)
Мелфа (англ. Melfa) — місто (англ. town) в США, в окрузі Аккомак штату Вірджинія. Населення — 396 осіб (2020).

## Географія
Мелфа розташована за координатами 37°38′57″ пн. ш. 75°44′27″ зх. д. / 37.64917° пн. ш. 75.74083° зх. д. (37.649187, -75.740806).  За даними Бюро перепису населення США в 2010 році місто мало площу 0,74 км², уся площа — суходіл.

## Демографія
Згідно з переписом 2010 року, у місті мешкало 408 осіб у 179 домогосподарствах у складі 107 родин. Густота населення становила 554 особи/км².  Було 202 помешкання (274/км²).
Расовий склад населення:
| - 80,9 % — білих - 15,2 % — чорних або афроамериканців - 1,0 % — корінних американців |

До двох чи більше рас належало 2,9 %. Частка іспаномовних становила 1,0 % від усіх жителів.
За віковим діапазоном населення розподілялося таким чином: 23,5 % — особи молодші 18 років, 56,9 % — особи у віці 18—64 років, 19,6 % — особи у віці 65 років та старші. Медіана віку мешканця становила 43,0 року. На 100 осіб жіночої статі у місті припадало 82,1 чоловіків;  на 100 жінок у віці від 18 років та старших — 76,3 чоловіків також старших 18 років.
Середній дохід на одне домашнє господарство  становив 61 871 долар США (медіана — 53 472), а середній дохід на одну сім'ю — 71 112 долари (медіана — 76 250). Медіана доходів становила 33 375 доларів для чоловіків та 33 750 доларів для жінок. За межею бідності перебувало 8,9 % осіб, у тому числі 0,0 % дітей у віці до 18 років та 15,2 % осіб у віці 65 років та старших.
Цивільне працевлаштоване населення становило 282 особи. Основні галузі зайнятості: освіта, охорона здоров'я та соціальна допомога — 20,2 %, сільське господарство, лісництво, риболовля — 13,1 %, публічна адміністрація — 10,6 %, мистецтво, розваги та відпочинок — 10,3 %.